# Semenic - Cheile Carașului
Semenic - Cheile Carașului este o arie protejată (sit de importanță comunitară — SCI) din România, desemnată în scopul protejării biodiversității și menținerii într-o stare de conservare favorabilă a florei spontane și faunei sălbatice, precum și a habitatelor naturale de interes comunitar aflate în arealul zonei de protecție. Aceasta se întinde pe o suprafață de 37.458,7 ha, integral pe uscat.

## Localizare
Situl se întinde pe teritoriul administrativ al județului Caraș-Severin (Anina, Bozovici, Carașova, Ciudanovița, Goruia, Prigor, Reșița, Teregova, Ticvaniu Mare și Văliug). Centrul sitului Semenic - Cheile Carașului este situat la coordonatele 45°08′33″N 21°58′24″E / 45.142614°N 21.973333°E.

## Înființare
Situl Semenic - Cheile Carașului (ROSCI0226) a fost declarat sit de importanță comunitară în decembrie 2007 pentru a proteja 1 specie de plante și 29 de specii de animale. Situl include ariile naturale Buhui - Mărghitaș, Cheile Carașului, Cheile Gârliștei, Izvoarele Carașului, Izvoarele Nerei, Parcul Național Cheile Nerei - Beușnița, Peștera Comarnic, Peștera Buhui și Peștera Popovăț.

## Biodiversitate
Situată în ecoregiunea continentală, aria protejată conține 24 de habitate naturale: Râuri de munte și vegetația erbacee de pe malurile acestora, Râuri de munte și vegetația lor lemnoasă cu Salix elaeagnos, Pajiști alpine și boreale, Fânețe de joasă altitudine (Alopecurus pratensis, Sanguisorba officinalis), Turbării active, Mlaștini oligotrofe degradate, capabile încă de regenerare naturală, Mlaștini turboase de tranziție și turbării mișcătoare, Izvoare petrifiante cu formare de travertin (Cratoneurion), Grohotișuri calcaroase și de șisturi calcaroase de la nivelul montan până la nivelul alpin (Thlaspietea rotundifolii), Pante stâncoase calcaroase cu vegetație casmofită, Peșteri inaccesibile publicului, Păduri de fag Luzulo-Fagetum, Păduri de fag Asperulo-Fagetum, Păduri de fag din Europa Centrală dezvoltate pe sol calcaros cu Cephalanthero-Fagion, Păduri pe pante, grohotișuri și ravene de Tilio-Acerion, Păduri aluvionare cu Alnus glutinosa și Fraxinus excelsior (Alno-Padion, Alnion incanae, Salicion albae), Păduri ilirice de Fagus sylvatica (Aremonio-Fagion), Păduri ilirice de stejar și carpen (Erythronio-Carpinion), Păduri de stejar și de carpen dacice, Pajiști carstice calcaroase sau bazofile, de Alysso-Sedion albi, Pajiști panonice carstice (Stipo-Festucetalia pallentis), Pajiști uscate seminaturale și facies de acoperire cu tufișuri pe substraturi calcaroase (Festuco-Brometalia) (* situri importante pentru orhidee), Pajiști cu Molinia pe soluri calcaroase, turboase sau argilos-nămoloase (Molinion caeruleae), Liziere de ierburi înalte hidrofile de câmpie și de nivel montan până la alpin.
La baza desemnării sitului se află mai multe specii protejate:
- plante (1): papucul doamnei (Cypripedium calceolus)
- amfibieni (1): izvoraș-cu-burta-galbenă (Bombina variegata)
- mamifere (14): liliac cârn (Barbastella barbastellus), lupul (Canis lupus), râs eurasiatic (Lynx lynx), liliac cu aripi lungi (Miniopterus schreibersii), liliac cu urechi mari (Myotis bechsteinii), liliac cu urechi de șoarece (Myotis blythii), liliac cu picioare lungi (Myotis capaccinii), liliac cărămiziu (Myotis emarginatus), liliac comun (Myotis myotis), liliacul cu potcoavă a lui blasius (Rhinolophus blasii), liliacul mediteranean cu potcoavă (Rhinolophus euryale), liliacul mare cu potcoavă (Rhinolophus ferrumequinum), liliacul mic cu potcoavă (Rhinolophus hipposideros), urs brun (Ursus arctos)
- nevertebrate (11): Austropotamobius torrentium, Carabus variolosus, croitorul mare al stejarului (Cerambyx cerdo), Chilostoma banaticum, Euplagia quadripunctaria, Isophya costata, rădașcă (Lucanus cervus), fluturele purpuriu (Lycaena dispar), Morimus asper funereus, Nymphalis vaualbum, Unio crassus
- pești (3): Barbus balcanicus, porcușor de nisip (Romanogobio kesslerii), câră (Sabanejewia balcanica)

Pe lângă speciile protejate, pe teritoriul sitului au mai fost identificate 60 de specii de plante, 8 specii de amfibieni, 19 specii de mamifere, 10 specii de nevertebrate, 6 specii de pești, 6 specii de reptile.